# Prince of Persia: The Two Thrones
Prince of Persia: The Two Thrones — відеогра в жанрі action-adventure розроблена і видана Ubisoft Montreal. Вона вийшла в грудні 2005 року в Північній Америці на Xbox, PC, PlayStation 2 та Nintendo GameCube. Згодом була портована на PlayStation Portable та Wii під назвою Prince of Persia: Rival Swords.

## Сюжет
Дія гри відбувається через 4 тижні після кінця попередньої гри. Принц Персії в компанії прекрасної Кайліни повертається у Вавилон, але замість ідилічної картини спостерігає бійню й пожежі. Місто захоплено скіфами-кочівниками. Корабель Принца і Кайліни топлять. Кайліна потрапляє в руки ворогів і саме її звільнення служить мотивацією для подальших дій головного героя. Принц пробирається крізь місто, вбиваючи загарбників і переслідуючи викрадачів Кайліни і дивується розрусі у місті, яке він полишав мирним та спокійним, а також замислюється, що саме служить причиною війни у Вавилоні. Він дістається палацу і у тронній залі чує голос. Таємний оповідач розповідає, як він багато років тому разом з індійським Махараджею відправилися на Острів часу, але там були розруха та запустіння. Вони привезли до Індії лише кинджал, посох, пустий пісковий годинник та книги. З книг оповідач дізнався, як стати безсмертним, але для цього потрібна була Імператриця часу, яка зникла. Тож він зайнявся іншими справами. Але 4 тижні тому, кинджал почав показувати оповідачу видіння, які кликали його у Вавилон, але Махараджа йому відмовив. Тому він вбив його і забрав собі його військо і домовився зі скіфами, щоб потім вторгнутися в Вавилон. Принц прибуває на терасу і бачить, що Кайліну тримають зв'язаною на вівтарі. Він кидається туди, щоб звільнити її, але його захоплюють. Одна з генералів-скіфів охоплює його ліву руку лезо-ланцюгом. Чоловік біля вівтаря обертається і Принц виявляє, що це його старий ворог - індійський візир. Той дістає Кинджал Часу і вдаряє ним Кайліну. Вона гине, вивільнюючи Піски часу. Вони починають розповсюджуватися і заражати усіх навкруги. Принц, не маючи ніякого захисту від пісків, також заражається. Його пошкоджена ліва рука чорніє та вкривається золотими візерунками, а лезо-ланцюх зливається з рукою. Візир простромлює себе Кинджалом та здобуває безсмертя, перетворюючись на монстра. Він тікає, залишивши Кинджал. Принц дістається Кинджалу раніше, ніж піски повністю поглинули його і опиняється у глибинах палацу. Він теоретизує, що через те, що він забрав Кайліну з Острова часу, він змінив хід історії. Без Пісків часу, він не мандрував до Азаду та не вбивав візира, тому він живий. Раптом, уражену пісками руку пронизує біль. Принц оступається і падає у пролом.
Він отямлюється у каналізації, а точніше - його будить якийсь таємничий голос, який звідкіліясь лунає. Він допомогає Принцу орієнтуватися та перемагати ворогів. Але раптом Принц перетворюється на піщаного монстра. Хоч він і сильніший та має можливість користуватися лезо-ланцюгом, він постійно слабшає і з часом помре. Але Пісок часу допомогає йому відновлюватися. Голос пояснює, що це перетворення спричинене зараженням пісками часу, а також пояснює, що він є іншою стороною особистості Принца. За останні 7 років, Принц загартувався та став більш жорстоким, і його друге "Я" цим живилося, а коли Принца торкнулися Піски часу, воно пробудилося. Потрапивши у воду, Принц перетворюється на звичайного себе. Він вибирається на поверхню і виявляє, що він знаходиться за містом у фортеці. Він бачить, як з пісочного порталу з'являється Візир, який перетворився на метеликоподібне чудовисько. Він використав піски, щоб трансформувати свою армію у піщаних монстрів. Принц вирішує вбити візира та повернути свій трон. Він спускається униз та бачить колісницю. На колісниці він збиває двох вартових, які переносять якогось полоненого, який звільняється. Принц потрапляє у місто і вирішує рухатися до палацу. На шляху він помічає страждання містян, але Темний Принц відмовляє його від цього, кажучи, що коли він вб'є візира, він всіх звільнить від гніту. Під час переміщень по місту, його рятує таємничий лучник, і Принц здогадується, хто це може бути, але відкидає ці думки. Він опиняється на арені, де зустрічає одного з генералів Візира Кломпу, який перетворився на потворного велета. Принц вбиває його і звільняє полонених. Але раптом він починає перетворюватися на Темного Принца, і не бажаючи, щоб містяни побачили, як він перетворюється на піщаного монстра, тікає у тунелі арени.
Вибравшись з тунелів, Принц зустрічає Фару - дочку Магараджі та індійську принцесу. Але через те, що Принц відмінив події в Азаді, Фара навіть не знає його. Принц, перемігши монстрів на дахах, знову зустрічає Фару. Вона помічає у Принца Кинджал часу, і каже, що їм варто попрацювати разом. Вони прибувають у храм, у який також прибуває Візир. Принц намагається його переслідувати, але марно. Фара пояснює, що якщо він хоче перемогти, його стратегія нікуди не годиться. Він погоджується і вони разом входять до храму. Темний Принц, роздумуючи слова Фари, питається у Принца, як він збирається вбити безсмертного бога, на якого перетворився Візир. Принц каже, що він перетворився за допомогою Кинджала і він може це виправити. У храмі Фара чує крики людей і збирається їм допомогти. А Принц намагається дістатися до Візира, але безуспішно. Вони зустрічаються на ринку і Фара каже, що Візир полетів до палацу. Принц з Фарою вирушають туди, але по дорозі чують крики жінки. Фара хоче їй допомогти, але Темний Принц переконує Принца йти далі. Принц піддається вмовлянням свого другого "Я", але Фара обурюється, як Принц може кинути напризволяще своїх підданих. Принц апелює, що Візир відібрав у нього все, а у Фари вбив батька та поневолив народ, тому він має бути покараний. Але Фара все одно вирішує відправитись на допомогу. Принц вагається, але потім вирішує піти за нею. Перетворившись на Темного Принца, він боїться, що Фара побачить його у цій подобі. Він розчищає від піщаних військ бордель та перетворюється на себе звичайного. Він наздоганяє Фару, але розмову перериває Махасті, одна з генералів Візира. Принц радить Фарі звільнити ув'язнених жінок у борделі, а сам йде на двобій з Махасті. Вона виявляється сильнішою за Принца, але посередині бою, він перетворюється на Темного Принца. Йому вдається перемогти Махасті, але повертається Фара і жахається, побачивши його у цій подобі. Принц намагається усе пояснити, але Фара тікає. Принц відправляється навздогін і перетворившись назад, наздоганяє Фару. Він намагається пояснити, що у нього просто змінюється подоба, а він залишився таким, яким був. Фара заперечує, тому що бачила як Принц, одержимий помстою, насолоджується смертю ворогів та готовий кинути власних підданих. Він намагається виправдатися, але Фара все одно йде, заявляючи, що він повертатиме трон сам.
Принц опиняється у міських садах. Там він знищує Тварюку з лози та опиняється у іншому районі міста. Він помічає, що у майстері ув'язнено людей і прямує їм на допомогу. Але Темний Принц теоретизує, що це може бути пастка і виявляється правим - Принца у майстерні з містянами замикає один з генералів-близнюків Візира. Принц роздумує, як звільнити містян з пастки і здогадується вибити двері майстері за допомогою статуї свого батька. Звільнені містяни дякують йому, а його старий знайомий мудрець розкриває його як Принца Персії. Він сідає на колісницю і починає переслідування. Він скидає генерала на арену, і до битви приєднується його близнюк. У важкому бої Принц перемагає одного близнюка з мечем, але втомлюється. Близнюк з сокирою кидається на Принца, але його рятує Фара. Вони разом йдуть до входу у палац, але їх оточує армія Візира. Містяни, яким допоміг Принц, приходять героям на допомогу і відволікають на себе армію. Принц та Фара вирушають у палац. У палаці між ними стається відверта розмова і вони примиряються один з одним. Вони потрапляють у висячі сади. Принц вирішує головоломку з перемикачами і вирушає назустріч Фарі. Але з'являється візир, бере Фару у полон і знищує міст, на якому стояв Принц.
Принц падає у безодню, але перетворюється на Темного Принца і рятується. Він починає йому нарікати, що Принц завжди зазнає невдачі, коли намагається рятувати Фару. Принц наголошує, що Темний Принц тільки те і робить що завжди ображає Принца та насміхається над ним. Принц усвідомлює, що Темний Принц маніпулює ним. Але Темний Принц знущається над ним, кажучи, що тут немає води і Принцу залишилося недовго. Принц потрапляє у підземне приміщення і бачить меч свого батька. Разом з мечем, він знаходить мертвого батька і оплакує його. Темний Принц насміхається над ним і питається, чи Принц знову відправиться назад у часі, щоб виправити свої помилки і врятувати якихось дівчат. Але Принц визнає свої помилки, і вперше в житті, самостійно перетворюється на звичайного себе без допомоги води, що шокує Темного Принца, якого Принц рішуче змушує замовкнути. Принц вибирається з колодязя і опиняється у Вавилонській вежі. Він рухається нагору, де засів Візир. Опинившись на вершині башти, від сходиться з Візиром у двобої і перемагає його, встромивши кинджал йому в груди. Візир помирає, і уся піщана армія перетворюється на пісок. Пісок збирається у подобу Кайліни, яка забирає Кинджал часу і частку пісків, яка містилася у руці Принца і зникає. Раптом вони чують дзвін. Принц звертає на це увагу і бачить, що це котиться корона. Принц намагається її підняти, але її піднімає Темний Принц, який замахується ланцюгом.
Принц опиняється у світі власного розуму де починає битву з Темним Принцем. Той розкриває свої плани, що після знищення візира, він зможе захопити Принца під контроль і правити королівством. Темний Принц дорікає Принцу, що той не став використовувати силу Пісків часу для правління світом. Але Принц підвів його, ставши м'яким та добросердним, тому Темний Принц став вичікувати моменту для удару. Принц відповідає, що він не заслуговує на владу. Темний Принц на це відповідає, що заслужив її як ніхто - бо він рятував його, розчищав шлях від ворогів, нагадував йому про обов'язок, а все що робив Принц - це плакався за батьком, Кайліною, Фарою і постійно втрапляв у халепу. Принц опиняється на платформі, на якій розташовані два трони - Принца і Темного Принца і псуття Темного Принца починає захоплювати інший трон. Фара радить йому піти звідси. Принц йде, і Темний Принц спочатку насміхаться над ним, але потім насмішки переходять на благання і Темний Принц зникає.
Фара будить Принца і той каже, що це кінець. Вони стоять на терасі і Фара питає у Принца, звідки йому було відоме її ім'я. Принц починає розповідь про свої пригоди з самого початку - як він разом з батьком бере замок Махараджі в облогу і до його рук потрапляє Кинджал часу...